# Efraín Jara Idrovo
Julio Efraín Jara Idrovo (Cuenca, 26 de febrero de 1926-Ib., 8 de abril de 2018) fue un escritor y poeta ecuatoriano. Entre sus obras más reconocidas destaca el poema «Sollozo por Pedro Jara» (1978), que escribió como respuesta a la muerte prematura de su hijo. En 1999 obtuvo el Premio Nacional Eugenio Espejo, máximo galardón cultural de Ecuador, como reconocimiento a su carrera literaria.

## Biografía
Hijo de Salvador Jara Bermeo —comerciante exportador de sombreros de paja toquilla— y de Leticia Idrovo Aguilar —profesora de lengua española y escritora de sonetos—.
Todos sus estudios los realizó en su ciudad natal: la primaria en el Asilo de las Monjas Catalinas y en la Escuela de los Hermanos Cristianos, y la secundaria en el colegio Borja, de los jesuitas. Ingresó en la Universidad de Cuenca, donde se graduó de doctor en jurisprudencia.
Por su vocación literaria y lingüística, desde muy joven se inició en dichas actividades y asistió durante varios años a la Facultad de Filosofía y Letras, de la que posteriormente fue profesor y decano. Ejerció además, durante muchos años, la cátedra de Literatura en los colegios Benigno Malo y Fray Vicente Solano.
En 1936 se publicaron en Quito dos números de la revista Madrugada y como al siguiente año la Casa de la Cultura empezó a sacar varios cuadernos de poesía en una colección especial, les pusieron el nombre de la aludida revista. Primero apareció Oda al arquitecto de César Dávila Andrade, luego salieron otros títulos y hasta se anunció un poemario de Efraín, que nunca se editó, por eso se ha dicho que Madrugada jamás constituyó un grupo literario, sino el membrete de una publicación. Ese año ganó el Concurso del Poema Mural con El funeral de la golondrina e Incursión en la sal, primeros cantos de singular belleza.

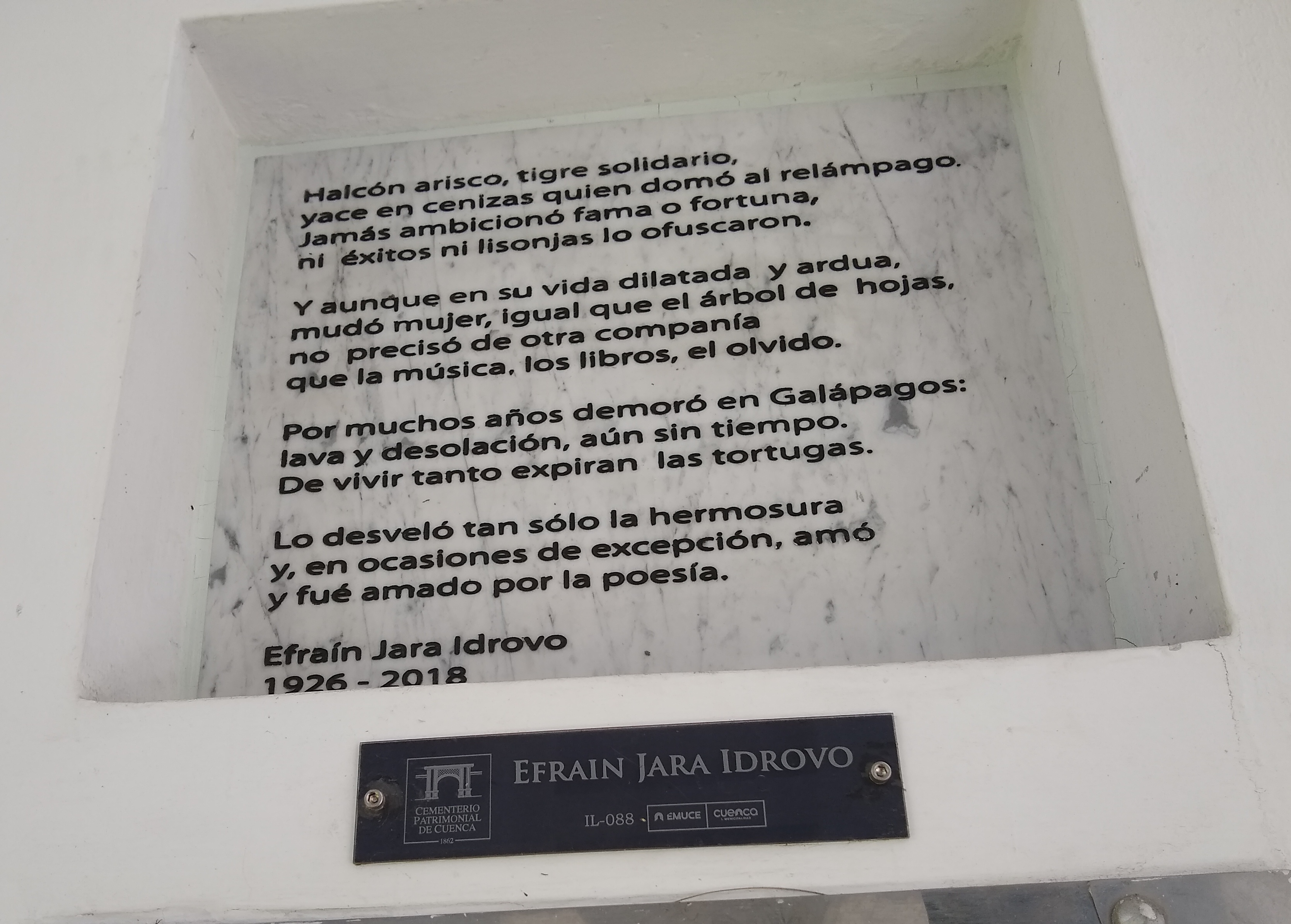
Tumba en el Cementerio Patrimonial de Cuenca

### Primeras publicaciones
En 1946 editó el poema Carta en soledad inconsolable muy influido por la poesía de su amigo mayor César Dávila Andrade, con quien había compartido hasta el año anterior una alegre bohemia. La edición de 200 ejemplares fue pagada por la Municipalidad de Cuenca.
Su producción literaria se inició en 1947 dentro del grupo «Elan». Ese año publicó sus primeras expresiones poéticas que dieron testimonio de la fuerza renovadora que le correspondió emprender para imponerse en una época y un medio denso y poblado de tradiciones. Efraín Jara no pudo mantenerse ausente a los problemas sociales y, adoptándolos como propios, se comprometió con ellos y con la sociedad que le tocó vivir. Por eso su poesía se expresa en un lenguaje convincente —desafiante si se quiere—, con certeza formal, dando la cara para respaldar todas sus palabras; por eso su poesía está bien modelada dentro de la contemporaneidad poética ecuatoriana. Ese año apareció su segundo poemario titulado Tránsito en la ceniza en 300 ejemplares solamente, editados por la Universidad de Cuenca donde estudiaba; que tampoco logró conmover a la sensibilidad dormida del público lector y pasó desapercibido. 
Con sus amigos Jacinto Cordero Espinosa y Eugenio Moreno Heredia leía a Pablo Neruda y a Jorge Carrera Andrade, célebre autor de Estanque inefable, La guirnalda del silencio y Boletines de mar y Tierra. Para esa época ya había tomado el liderazgo de los poetas jóvenes en pugna contra los viejos y su poesía musicalista con resabios a modernismo. La irrupción de Jara Idrovo constituyó según Hernán Rodríguez Castelo, «un episodio rico y hasta tumultuoso».
En 1948 editó Rostro de la ausencia en el Núcleo del Azuay, en el n.º 1 de la Serie «Elan» del Azuay, bajo el patrocinio de Muñoz Cueva; pero una noche de bohemia y despechado de la poesía, en casa de Moreno Heredia, en media Avenida Doce de Abril, procedió a incinerar sus tres primeros poemarios, por eso es que los ejemplares que aún quedan son verdaderas joyas bibliográficas, dado su escaso número. De allí en adelante siguió un largo silencio para cumplir grandes empresa líricas, algunas radicalmente renovadoras. Ese año viajó a las Islas Galápagos a conocer el sistema penitenciario que allí existía, integrando una delegación de estudiantes de criminología de la Universidad de Cuenca. Las islas le impresionarían para siempre.
En 1950 se graduó de abogado con la tesis La religión desde el punto de vista sociológico, basada en una investigación novedosa sobre la metodología de las religiones comparadas, aún inédita.
Es recién en la década de los años 1950 cuando la nueva forma de hacer poesía empezó a abrirse campo en Cuenca a través de esta promoción, que no era enteramente poética y que adoptó el nombre de «Elan» —impulso vital, del que hablaba el filósofo Bergson—. Efraín Jara Idrovo, Jacinto Cordero Espinosa, Eugenio Moreno Heredia y Arturo Cuesta Heredia eran poetas, Ramón Burbano relatista, Hugo Ordóñez Espinosa periodista y Francisco Estrella Carrión humanista. Cuesta y Burbano eran de derecha y el resto de izquierda. Los poetas combatieron la poesía bucólica y por supuesto la mariana, paso obligado en el Azuay pues aún existían numerosos concursos colegiales de esta poesía decimonónica y tardía, desde las páginas del periódico La Escoba fundado como espacio político vital y que existió hasta el fallecimiento de Estuardo Cisneros Semería.

### Vida en Galápagos
En 1954, tras una intensificación de su bohemia, decidió huir del medio y se estableció en las Galápagos, nombrado profesor con 300 sucres de sueldo. Huía de la bohemia y del alcohol y deseaba buscar el ser profundo, «al margen de las contradicciones a las que uno se ve obligado en el continente». «Floreana era la más pequeña de las islas pobladas —15 adultos, 11 o 12 niños, 5 en edad escolar— con los cuales fundé la escuela bajo el follaje apretado de un árbol de seca». En 1955 renunció, volvió a Cuenca a contraer matrimonio con su novia Atala Jaramillo Domínguez y nuevamente en las Galápagos se dedicó con su amigo Rolf Wittner, en cuya casa vivía, a la pesca de la langosta y el bacalao. Aunque no muy extensa, su obra refleja una personalidad individual determinante en el contexto de las letras ecuatorianas. Pero su labor no solo se limitó a la poesía, como investigador y crítico escribió Muestra de la poesía cuencana del siglo xx y muchos artículos en la revista El Guacamayo y la Serpiente, fundada por él cuando desempeñó el cargo de presidente del Núcleo del Azuay de la Casa de la Cultura Ecuatoriana.
En 1973, tras 25 años de silencio, publicó dos poemas: Añoranza y acto de amor y Balada de la hija y las profundas evidencias, este último escrito en 1963 como culminación de su poesía de formas tradicionales. Siete estancias en cuartetos endecasílabos. Hora de extraña lucidez, iluminado inventario de evidencias profundas al calor del amor a la hija. Por ella ha redescubierto los seres y vuelve a los seres y al misterio hondo del ser. El ser retorna al ser, nada se pierde. El prólogo, rico y extenso, fue escrito por Alfonso Carrasco Vintimilla. Por eso se ha dicho que Efraín Jara Idrovo es el poeta ecuatoriano que más ha experimentado en la aplicación, rica de recursos, de la lingüística, así sus oposiciones fonológicas o el tan penetrante círculo fatal. En Añoranza y acto de amor, moroso, minucioso, donde abordó en un largo poema por primera vez la cópula. «Poema experimental con el que inicié una nueva concepción en el país, la liberación del lenguaje de su servidumbre de la realidad, que he ido radicalizando en la búsqueda de nuevas formas, principio de una constante en mi poesía: el erotismo. También inicié Oposiciones y Contrastes, ciclo de poesía parcialmente publicado en la revista El Guacamayo y la Serpiente, que fundamos en 1969 en el Núcleo del Azuay para la difusión de los estudios lingüísticos y estéticos de los profesores y los ejercicios académicos de los alumnos». 

### Sollozo por Pedro Jara
En 1974 falleció su hijo Pedro, tragedia que le perturbó y durante año y medio escribió una elegía publicada en 1978 bajo el título de Sollozo por Pedro Jara, considerado como uno de los más grandes y hermosos poemas nacionales escritos en todos los tiempos. Contiene motivos musicales a base de la concepción del «Estudio once para piano», de Karlheinz Stockhausen, y la «Tercera sonata», de Pierre Boulez. Rodríguez Castelo ha opinado que «esta forma de escribir abre increíbles posibilidades de musicalización de los motivos, con procedimientos de temas y variaciones». El poema cuenta con 363 segmentos versales, ordenados en cinco partes, que a su vez se subdividen en tres subsecciones cada uno en el que cada segmento versal tiene unidad suficiente como para fundar las posibilidades combinatorias. Es uno de los poemas más conmovedores de la lírica ecuatoriana y por supuesto de la latinoamericana del siglo.

### Obras posteriores
En 1980 salió su Antología, con parte de su producción, recogida desde sus inicios hasta 1970, titulada El Mundo de las evidencias en 139 páginas, y bellísimo prólogo estético y autobiográfico en 21 páginas. Ese año también apareció In Memoriam poema sin numerar, elegíaco, a la muerte de su amigo Luis Vega Arriaga, con ilustraciones de Theo Constante, donde la experimentación se dirige a tratar de conseguir un punto de coincidencia entre el lenguaje poético y el desnudo directo.
En 1983 viajó tres meses a Cuba y dictó recitales en la Isla. En Cuenca contrajo matrimonio con Alba Lara Jaramillo. En 1984 dio conferencias en varias universidades norteamericanas y estuvo residiendo tres meses por Europa. En 1985 asistió a un encuentro internacional de escritores celebrado en la Universidad de Lexington, Kentuky.
En 1988 dio a la luz Alguien dispone de su muerte en 94 páginas, aplicación de la libertad, especie de testamento donde expone su decisión de volver a residir en las Galápagos, que ya no son iguales a cuando él las habitó, ni tampoco serán tan suyas. Ese año quiso emprender el viaje prometido pero no pudo; sin embargo, cada dos o tres años regresaba a ellas aspiraba jubilarse para gastar sus últimos días en ese paraíso. Vivía solo, se encuentra escribiendo un ciclo de poemas eróticos Ars Amandi. En 1990 quemó los originales de su poema Lovestory y pensó que escribir cuesta.
En 1996 se embarcó rumbo a Floreana. En Galápagos no tomo nunca, dijo en son de disculpas antes de partir, explicando a continuación que iba solo porque ninguna mujer había contestado a su anuncio, publicado en uno de los periódicos de Guayaquil, pidiendo compañía. Ya no fue solamente a escribir como en sus primeros viajes sino también a reflexionar pues se estaba volviendo repetitivo de sus propias cosas, un poco epígono. «La desolación cósmica es un incentivo que me renueva».
En agosto de 1999, en reconocimiento a su trabajo, el gobierno del Jamil Mahuad le confirió el Premio Eugenio Espejo.

## Obras
- Carta en soledad inconsolable (1946)
- Tránsito en la ceniza (1947)
- Rostro de la ausencia (1948)
- Dos poemas (1973)
- Sollozo por Pedro Jara (1978)
- In memoriam (1980)
- El mundo de las evidencias (1980)
- Alguien dispone de su muerte (1988)
- Los rostros de Eros (1997)
- Perpetuum mobile (antología póstuma) (2017)